# اوبروبتسه
اوبروبتسه (به چکی: Obrubce) یک منطقهٔ مسکونی در جمهوری چک است که در ناحیه ملادا بولسلاو واقع شده‌است.